# Хвалюк, Виктор Николаевич
Виктор Николаевич Хвалю́к (23 декабря 1958, Брест, Белорусская ССР) — доцент химического факультета Белорусского государственного университета (БГУ), кандидат химических наук.
С 1991 года осуществляет методическое руководство системой предметных олимпиад школьников по химии в Республике Беларусь.
Член методической комиссии и член жюри Международной Менделеевской олимпиады по химии школьников СНГ и стран Балтии с 1994 года.
С 1994 года — официальный представитель Республики Беларусь и с 1996-го — главный наставник национальной сборной команды школьников Белоруссии на Международной химической олимпиаде (IChO).
Автор серии учебников, задачников и методических пособий по химии для средней школы и для университета.

## Ссылка
- Химические олимпиады Беларуси: иллюстрированная история